# Bonnie Mealing
Bonnie Mealing, właśc. Philomena Alecia Mealing, później Johnston (ur. 28 sierpnia 1912 w Woolloomooloo, zm. 1 stycznia 2002 w Sydney) – australijska pływaczka, wicemistrzyni olimpijska i rekordzistka świata.
W wieku 15 lat wystąpiła na igrzyskach olimpijskich w 1928 w Amsterdamie, gdzie odpadła w eliminacjach wyścigów na 100 m stylem dowolnym i 100 m stylem grzbietowym. Później skoncentrowała się na pływaniu stylem grzbietowym. 27 lutego 1930 w Sydney ustanowiła rekord świata na 100 metrów stylem grzbietowym czasem 1:20,6, który przetrwał do 1932.
Zdobyła srebrny medal na 100 metrów stylem grzbietowym na igrzyskach olimpijskich w 1932 w Los Angeles, przegrywając jedynie z Amerykanką Eleanor Holm, a wyprzedzając Brytyjkę Valerie Davies.
W 1933 ustanowiła nieoficjalny rekord świata na 200 m stylem grzbietowym. Wkrótce potem zakończyła karierę zawodniczą.